# Vermectias nelladanae
Vermectias nelladanae là một loài chân đều trong họ Vermectiadidae. Loài này được Just & Poore miêu tả khoa học năm 1992.